# 贾森·史密斯 (1974年)
贾森·马修·史密斯（英語：Jason Mathew Smith，1974年10月20日—），澳大利亚前职业篮球运动员。2013年10月10日，他入选了悉尼国王队25周年纪念队。他曾代表澳大利亚参加2000年夏季奥运会和2004年夏季奥运会男子篮球比赛。 